# Yūichi Watanabe
Yūichi Watanabe (渡辺雄一?, Watanabe Yūichi; 29 settembre 1973) è un ex giocatore di football americano e allenatore di football americano giapponese, che ha giocato come defensive back.
Ha giocato per l'intera carriera per gli Obic Seagulls, con alcune stagioni in squadre statunitensi (Albany Conquest, Louisville Fire e New York Dragons).

## Palmarès
- 1 Mondiale (2003)
- 6 Rice Bowl (1998, 2005, 2010, 2011, 2012, 2013)